# Lenguas luzónicas centrales
Las lenguas de Luzón Central o luzónicas centrales son un grupo de lenguas pertenecientes a subfamilia filipina de las lenguas austronesias. Estas lenguas se hablan predominantemente en las porciones occidentales de región de Luzón Central de Filipinas. Una de ellas, el pampango, es el idioma principal del área de Pampanga-Monte Pinatubo. Sin embargo, a pesar de tener entre tres y cuatro millones de hablantes, está amenazado por la diáspora de sus hablantes tras la erupción de ese volcán en junio de 1991. La globalización también amenazó el idioma, con la generación más joven usando y hablando más el tagalo y el inglés, pero la promoción y el uso cotidiano fortalecieron la vitalidad del pampango. Otro idioma de Luzón Central, el sambal o sambali, enfrenta la misma situación: los hablantes del idioma están disminuyendo debido a la globalización, ya que muchos de los hablantes más jóvenes están cambiando al tagalo y al ilocano. El único idioma de Luzón Central que se habla fuera de esta región es el hatang kayi o sinauna, ubicado en el noreste de Calabarzon.

## Lingüística histórica
Los idiomas modernos de Luzón Central descienden del proto-luzónico-central, hipotético reconstruido a mediante los métodos de la lingüística histórica

### Fonología del proto-luzón central
Algunas consonantes se perdieron en el proto-luzónico-central cuando evolucionó del proto-malayo-polinesio o del proto-filipino.
|           | Labial       | Labial       | Alveolar     | Alveolar     | Palatal | Palatal | Velar        | Velar        | Glotal | Glotal |
| --------- | ------------ | ------------ | ------------ | ------------ | ------- | ------- | ------------ | ------------ | ------ | ------ |
| Nasal     | m /m/        | m /m/        | n /n/        | n /n/        |         |         | ŋ /ŋ/        | ŋ /ŋ/        |        |        |
| Oclusiva  | p /p/, b /b/ | p /p/, b /b/ | t /t/, d /d/ | t /t/, d /d/ | j /ɡʲ/  | j /ɡʲ/  | k /k/, g /g/ | k /k/, g /g/ | ʔ /ʔ/  | ʔ /ʔ/  |
| Africada  |              |              |              |              | z /ɟ͡ʝ/  | z /ɟ͡ʝ/  |              |              |        |        |
| Fricativa |              |              | s /s/        | s /s/        |         |         |              |              |        |        |
| Lateral   |              |              | l /l/        | l /l/        |         |         |              |              |        |        |
| Rótica    |              |              | r /ɾ/        | r /ɾ/        |         |         |              |              |        |        |
| semivocal | w /w/        | w /w/        |              |              | y /j/   | y /j/   |              |              |        |        |

Los valores fonéticos de las consonantes anteriores son los asumidos para el proto-austronesio, excepto por la oclusiva glotal ʔ, que resultó de cambios fonéticos en el proto-luzón central: *q > *ʔ y *h > Ø seguido de Ø > *ʔ/#_.
| Altura  | Altura  | Anterior | Anterior | Central | Central | Posterior | Posterior |
| ------- | ------- | -------- | -------- | ------- | ------- | --------- | --------- |
| Cerrada | Cerrada | i /i/    | i /i/    |         |         | u /u/     | u /u/     |
| Media   | Media   |          |          | e /ə/   | e /ə/   |           |           |
| Abierta | Abierta |          |          | a /a/   | a /a/   |           |           |

Los valores de las vocales anteriores son los que tenían en el proto-malayo-polinesio.

### Relaciones externas
Ronald Himes (2012) y Lawrence Reid (2015) sugieren que las lenguas de Mindoro septentrional podrían agruparse con las lenguas de Luzón Central. Ambas ramas comparten el reflejo fonológico proto-austronesio *R > /y/.

### Clasificación interna
- Luzónico central
  - Hatang Kayi
  - Pampango
  - Sambálicas
    - Abellen
    - Ambala
    - Bolinao
    - Botolan
    - Mag-antsi
    - Mag-indi
    - Mariveleño
    - Sambali